# مدرسة الطب بجامعة كارولاينا الشمالية
جامعة كارولاينا الشمالية مدرسة الطب (بالإنجليزية: University of North Carolina School of Medicine)‏ هي إحدى الكليات لتدريس الطب في الولايات المتحدة الأمريكية. تقع في مدينة تشابل هيل في ولاية كارولاينا الشمالية الأمريكية. نوع الشهادة الطبية التي يتم تحصيلها هناك هي دكتور في الطب.